# Буджедра, Рашид
Рашид Буджедра (араб. رشيد بوجدرة‎, фр. Rachid Boudjedra; 5 сентября 1941, Айн-Бейда) — алжирский писатель, пишет на арабском и французском языках.

## Биография
Учился в родном городе, затем в Константине и Тунисе. С 1959 включился в борьбу против французского доминирования в Алжире. Был ранен, покинул страну. В 1962, после завоевания независимости, вернулся в Алжир. Изучал философию в Алжире и Париже, после прихода к власти Хуари Бумедьена был вынужден опять покинуть родину. Переехал во Францию, закончил Сорбонну (1965), защитил диссертацию по творчеству Селина. Вернувшись в Алжир, был приговорён к двухлетнему тюремному заключению, переехал в Блиду, затем снова перебрался во Францию. Преподавал в Куломье (Сена и Марна, 1969—1972), затем, до 1975, в Рабате.
С 1977 служил в Алжире советником министерства информации и культуры, активно работал как журналист и правозащитник. С 1981 пишет свои произведения по-арабски. Выступает как сценарист, среди его работ — сценарий фильма Хроника огненных лет.

## Творчество
В прозе наследует Фолкнеру и Маркесу.

## Произведения
- Pour ne plus rêver, poèmes, Éditions Nationales Algéiennes, 1965 (SNED, 1981)
- La Répudiation, Denoël, 1969 (Gallimard Folio, 1981)
- La Vie quotidienne en Algérie, Hachette, 1971
- Naissance du cinéma algérien, Maspero, 1971
- Journal Palestinien, Hachette, 1972
- L’Insolation, Denoël, 1972 (Gallimard Folio, 1987)
- Topographie idéale pour une agression caractérisée, Denoël, 1975 (Gallimard Folio, 1986)
- L’Escargot entêté, Denoël, 1977
- Les 1001 Années de la nostalgie, Denoël, 1979 (Gallimard Folio, 1988)
- Le Vainqueur de coupe, Denoël, 1981 (Gallimard Folio, 1989)
- Extinction de voix, poèmes, SNED, 1981
- Le Démantèlement, Denoël, 1982
- La Macération, Denoël, 1984
- Greffe, poèmes, Denoël, 1984
- La Pluie, Denoël, 1987
- La Prise de Gibraltar, Denoël, 1987
- Faoudha al achia (1990)/ Le Désordre des choses, Denoël, 1991
- Fis de la haine, Denoël, 1992 (Gallimard Folio, 1994)
- Timimoun, Denoël, 1994 (Gallimard Folio, 1985)
- Mines de rien, théâtre, Denoël, 1995
- Lettres algériennes, Grasset, 1995 (Le Livre de Poche, 1997)
- Peindre l’Orient, Éd. Zulma, 1996
- La Vie à l’endroit, Grasset, 1997 (Le Livre de poche 1999)
- Fascination, Grasset, 2000 (Le Livre de poche 2002)
- Cinq Fragments du désert, Barzakh, 2001 (Éd. de l’Aube, 2002)
- Les Funérailles, Grasset, 2003
- Hôtel Saint Georges, Éd. Dar El-Gharb, 2007
- Les figuiers de barbarie, Grasset, 2010 (Арабская премия за роман)